# Relações internacionais do Reino Unido
As relações internacionais do Reino Unido referem-se às relações diplomáticas estabelecidas entre o Reino Unido da Grã-Bretanha e Irlanda do Norte com relação aos demais países do globo. As relações externas britânicas são regulamentadas pelo Escritório de Relações Exteriores e da Commonwealth. O Primeiro-ministro e outras inúmeras agências do governo desempenham papel significante nas políticas externas do Reino Unido e em sua relação com o mundo, assim como muitas organizações e instituições de grande aporte internacional. 
A Grã-Bretanha foi a maior e mais influente potência mundial ao longo de todo o século XVIII e XIX, permanecendo nesta condição até meados do século XX, mais notadamente durante o período histórico conhecido como Pax Britannica. O país permaneceu como uma superpotência até a Crise do Suez de 1956, quando o incidente diplomática acabou por impactar negativa a sua imagem hegemônica no restante do mundo. Entretanto, o Reino Unido permanece até a contemporaneidade como uma grande potência e detém status influente em diversos organismos internacionais, sendo - por exemplo - Membro-permanente do Conselho de Segurança das Nações Unidas, membro-fundador do G7, G8, OTAN, Organização Mundial do Comércio e nação-chefe da Comunidade das Nações, que é alegadamente um dos mais fortes legados do Império Britânico. 
O Reino Unido aderiu à União Europeia (então conhecida como Comunidade Econômica Europeia) em 1973. No entanto, após referendo realizado em 2016, o país decidiu por sua saída oficial da União Europeia. A medida é um divisor de águas não somente na história do países, bem como de todo o mundo moderno. Em termos internos, a saída do Reino Unido da União Europeia culminou na renúncia do então Primeiro-ministro David Cameron e na subsequente eleição de Theresa May como sua sucessora. Em termos externos, a medida têm levado autoridades britânicas a buscarem alianças e novas estratégias a nível mundial

## História
As relações exteriores do Reino Unido são sucessoras das relações estrangeiras do Reino de Inglaterra, herdando sua posição internacional anterior à Unificação da Grã-Bretanha e da criação do moderno Reino Unido. A política externa britânica têm focado em atingir um equilíbrio nas relações de poder com o restante da Europa, sem que nenhuma nação venha a exercer maior poder sobre os assuntos dos continente. Esta foi uma das razões pelas quais a Grã-Bretanha lutou contra Napoleão no século XIX e na Primeira e Segunda Guerras Mundiais. A nação de maior rivalidade para com os interesses britânicos foi a França desde a Guerra dos Cem Anos até a derrota de Napoleão em 1815. Os britânicos foram bem-sucedidos em muitos dos conflitos nos quais se envolveram, com exceção da Independência Americana (1775-1783), quando a Grã-Bretanha - sem aliados - foi derrotada pelas forças da colônia, que contaram então com o apoio de França, Países Baixos e Espanha. Ao longo da história, o Reino Unido investiu fortemente em sua Marinha Real por questões de segurança externa, buscar mantê-la como a mais poderosa frota marítima de todo o planeta. O domínio britânico sobre os mares foi vital para a formação do Império Britânico, o que foi alcançado através da manutenção de uma marinha de guerra mais numerosa do que as duas seguintes combinadas, isto até a entrada dos Estados Unidos na Segunda Guerra Mundial. A maioria dos historiadores concordam que o governo do Marquês de Salisbury no fim do século XIX, durante o reinado de Rainha Vitória, foi decisivo paavemente sobre a economia britânica e, após 1945, o Império Britânico passou a desintegrar-se gradualmente, com muitos de seus territórios buscando independência. Durante a década de 1950, o poder global britânico foi ofuscado pelo crescimento dos Estados Unidos e da União Soviética no cenário política internacional. Muitas das ex-colônias britânicas foram a Comunidade das Nações, uma organização composta de nações independentes ainda ligadas ao Reino Unido. O país finalmente voltou sua atenção ao continente europeu com sua junção à União Europeia. 
Após os anos 1930, a Grã-Bretanha pôs termo à sua política de "isolamento esplêndido", passando a desenvolver relações amigáveis com os Estados Unidos e alguns países europeus - como a própria França, Alemanha e Rússia. A chamada "Relação Especial" com os Estados Unidos foi forjada mais notadamente a partir da década de 1940 e têm sido preservada até os dias atuais, pesando sobre a Guerra Fria e, mais recentemente, a Guerra ao Terrorismo.

### História recente
Com o fim da Segunda Guerra Mundial, o Reino Unido reduziu significantemente seus domínios ultramarinos. Praticamente, todas as colônias britânicas conquistaram sua independência desde então. O Reino Unido também reduziu seus interesses para com o Oriente Médio, especialmente após a Crise do Suez, que marca o fim de sua posição como superpotência. Contudo, o Reino Unido fortaleceu os laços militares com os Estados Unidos e França e aproximou-se da Alemanha, gerando a Organização do Tratado do Atlântico Norte. Após décadas de debates, em 1973 os britânicos juntaram-se à Comunidade Econômica Europeia. No entanto, com o passar dos anos não se alinhou às políticas da União, mantendo-se afastado economicamente da Zona do Euro. Em 2016, após um referendo, o Reino Unido decidiu desligar-se da União Europeia.
Atualmente, o governo britânico têm investido em estabelecer bases militares no Golfo Pérsico, mais especificamente nos Emirados Árabes Unidos e no Bahrein. Uma aproximação militar com Omã também têm sido pauta do governo nos anos recentes.

## Participação em conflitos

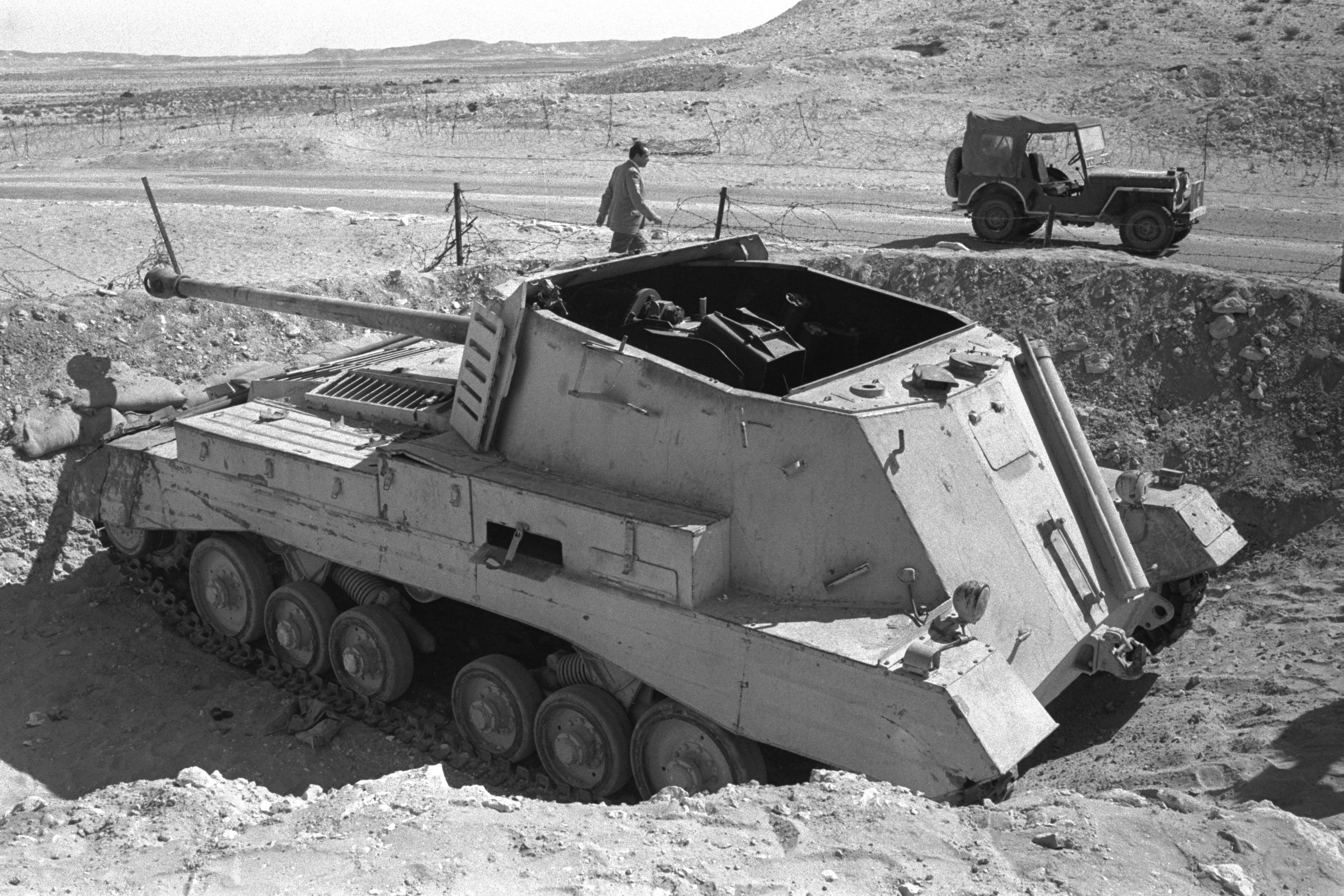
Tanque de guerra egípcio destruído por forças israelenses durante a Crise do Suez, 1956.

Protesto de estudantes em frente à embaixada do Reino Unido no Irã, 2011.

Desde o fim da Segunda Guerra Mundial, o Reino Unido envolveu-se nos seguintes conflitos:
- 1946-1949: Guerra Civil Grega
- 1947-1991: Guerra Fria
- 1948-1949: Bloqueio de Berlim
- 1948-1960: Emergência Malaia
- 1950-1953: Guerra da Coreia
- 1951-1954: Crise de Abadan
- 1956-1957: Crise do Suez
- 1958: Primeira Guerra do Bacalhau
- 1962-1966: Konfrontasi
- 1972-1973: Segunda Guerra do Bacalhau
- 1975-1976: Terceira Guerra do Bacalhau
- 1982: Guerra das Malvinas
- 1984: Assassinato de Yvonne Fletcher
- 1988: Atentado de Lockerbie
- 1991: Guerra do Golfo
- 2001: Guerra Civil de Serra Leoa
- 2001: Invasão do Afeganistão
- 2003: Invasão do Iraque
- 2007: Disputa diplomática com a Rússia sobre a morte de Alexander Litvinenko.
- 2011: Intervenção militar na Líbia em 2011 (Operação Ellamy)
- 2013: Guerra Civil Malaia
- 2015: Guerra contra o Estado Islâmico
- 2016: Plano de Ação Conjunto Global

## Disputas internacionais
- A Espanha reivindica o território ultramarino de Gibraltar.[17]
- A Maurícia reivindica o Arquipélago de Chagos, no Território Britânico do Oceano Índico, incluindo a ilha de Diego Garcia utilizada como base militar conjunta dos Estados Unidos e do Reino Unido desde 1970, quando os habitantes foram removidos.[18]
- Disputas sobre a soberania das Ilhas Malvinas e as Ilhas Geórgia do Sul e Sandwich do Sul culminaram na Guerra das Malvinas em 1982, na qual a Argentina foi derrotada. No entanto, as disputas permanecem inalteradas até os dias de hoje.[19]
- Disputa territorial sobre o Território Britânico da Antártica, que supostamente ultrapassa áreas reivindicadas por Chile e Argentina.[19]
- Disputa sobre os territórios ultramarinos de Acrotíri e Deceleia em Chipre.

## Relações bilaterais

### Américas
| Estado         | Início das relações formais | Notas |
| -------------- | --------------------------- | --- |
| Argentina      | 15 de dezembro de 1823      | Ver Relações entre Argentina e Reino Unido As relações diplomáticas entre Argentina e Reino Unido têm sido motivo de controvérsias entre os dois países. As relações foram suspensas durante a Guerra das Malvinas, e restabelecidas somente em 1990, após a saída de Margaret Thatcher do governo britânica. Ainda hoje, ambos os países disputam a soberania sobre as Ilhas Malvinas, tendo a Argentina reivindicado a possessão sobre o arquipélago e o Reino Unido defendido sua permanência neste. - A Argentina possui uma embaixada em Londres. - O Reino Unido possui uma embaixada em Buenos Aires. |
| Brasil         | 1826                        | Ver Relações entre Brasil e Reino Unido |
| Canadá         | 1880                        | Ver Relações entre Canadá e Reino Unido |
| Chile          | 1844                        | Ver Relações entre Chile e Reino Unido O Reino Unido também possui um papel marcante em investimentos e diplomacia com relação ao Chile. O Chile forneceu assistência ao Reino Unido durante a Guerra das Malvinas, mesmo que sob a iminência de um conflito com a Argentina por conta da disputa territorial entre os países pela fronteira do Canal de Beagle. - O Reino Unido possui embaixadas em Valparaíso, Puerto Montt, Punta Arenas e Santiago. - O Chile possui uma embaixada em Londres. |
| Colômbia       | 18 de abril de 1825         | Ver Relações entre Colômbia e Reino Unido |
| Equador        | 1935                        | Ver Relações entre Equador e Reino Unido |
| Estados Unidos | 1 de junho de 1785          | Ver Relações entre Estados Unidos e Reino Unido |
| México         | 1822                        | Ver Relações entre México e Reino Unido O Reino Unido foi o primeiro país europeu a reconhecer a Independência do México. As relações diplomáticas entre os dois países tiveram início após a Guerra dos Pastéis, quando o Reino Unido apoiou o governo mexicano em detrimento da França. As relações também foram aprofundadas quando o México aderiu ao lado britânico durante a Guerra do Pacífico. - O México possui uma embaixada em Londres. - O Reino Unido possui uma embaixada na Cidade do México e um consulado em Monterrey.                                                                     |
| Paraguai       | 4 de março de 1853          | Ver Relações entre Paraguai e Reino Unido As relações diplomáticas entre ambos os países foram estabelecidas em 4 de março de 1953, com a assinatura do Tratado de Amizade, Comércio e Navegação. Uma visão dominante no Paraguai e na maioria das nações do Cone Sul é de que os interesses do então Império Britânico na região foram altamente significantes para o contexto da Guerra do Paraguai, o maior conflito regional da história da América do Sul. - O Reino Unido possui um consulado-honorário em Assunção. - O Paraguai possui uma embaixada em Londres.                                     |
| Uruguai        | 1825                        | Ver Relações entre Reino Unido e Uruguai |

### Europa
O Reino Unido têm mantido relações positivas com o restante da Europa desde o fim da Segunda Guerra Mundial. Tornou-se membro da Comunidade Econômica Europeia em 1973, o que eventualmente evoluiu para a União Europeia mais de duas décadas depois. Apesar de não ter integrado a Zona do Euro, o Reino desempenhou um papel importante na região enquanto parte da União Europeia. Contudo, especialistas definem o papel britânico como "peculiar" dentro da organização. 
O Reino Unido possui uma aliança centenária com a França, através da Entente Cordiale, reafirmada com a assinatura dos Tratados de Londres em 2010, assim como através do apoio logístico britânico durante a Guerra Civil na Líbia a partir de 2011. 
| Estado        | Início das relações formais | Notas |
| ------------- | --------------------------- | --- |
| Alemanha      | 1680                        | Ver Relações entre Alemanha e Reino Unido |
| Áustria       | 1799                        | Ver Relações entre Áustria e Reino Unido - A Áustria possui uma embaixada em Londres e consulados honorários em Birmingham, Edimburgo, Grand Cayman e Hamilton. - O Reino Unido possui uma embaixada em Viena e consulados honorários em Bregenz, Graz, Innsbruck e Salzburgo.                            |
| Bélgica       | 1830                        | Ver Relações entre Bélgica e Reino Unido - A Bélgica possui uma embaixada em Londres e consulados honorários em Belfast, Birmingham, Edimburgo, Gibraltar, Kingston, Manchester, Newcastle, Saint Helier e Southampton. - O Reino Unido possui uma embaixada e um consulado-geral em Bruxelas.            |
| Dinamarca     | 1 de outubro de 1654        | Ver Relações entre Dinamarca e Reino Unido - A Dinamarca possui uma embaixada em Londres. - O Reino Unido possui uma embaixada em Copenhaga. |
| Espanha       | 1509                        | Ver Relações entre Espanha e Reino Unido - A Espanha possui uma embaixada em Londres e consulados-gerais em Edimburgo e Londres. - O Reino Unido possui uma embaixada em Madrid, consulados-gerais em Barcelona e Madrid e consulados em Bilbao, Ibiza, Las Palmas, Málaga, Palma de Mallorca e Tenerife. |
| Finlândia     | 6 de maio de 1919           | Ver Relações entre Finlândia e Reino Unido |
| França        | 1505                        | Ver Relações entre França e Reino Unido |
| Irlanda       | 1921                        | Ver Relações entre Irlanda e Reino Unido |
| Islândia      | 1944                        | Ver Relações entre Islândia e Reino Unido |
| Itália        | 1861                        | Ver Relações entre Itália e Reino Unido |
| Países Baixos | 1603                        | Ver Relações entre Países Baixos e Reino Unido |
| Portugal      | 1373                        | Ver Relações entre Portugal e Reino Unido |
| Rússia        | 1553                        | Ver Relações entre Reino Unido e Rússia |
| Santa Sé      |                             | |